# Tekija (Kladovo)

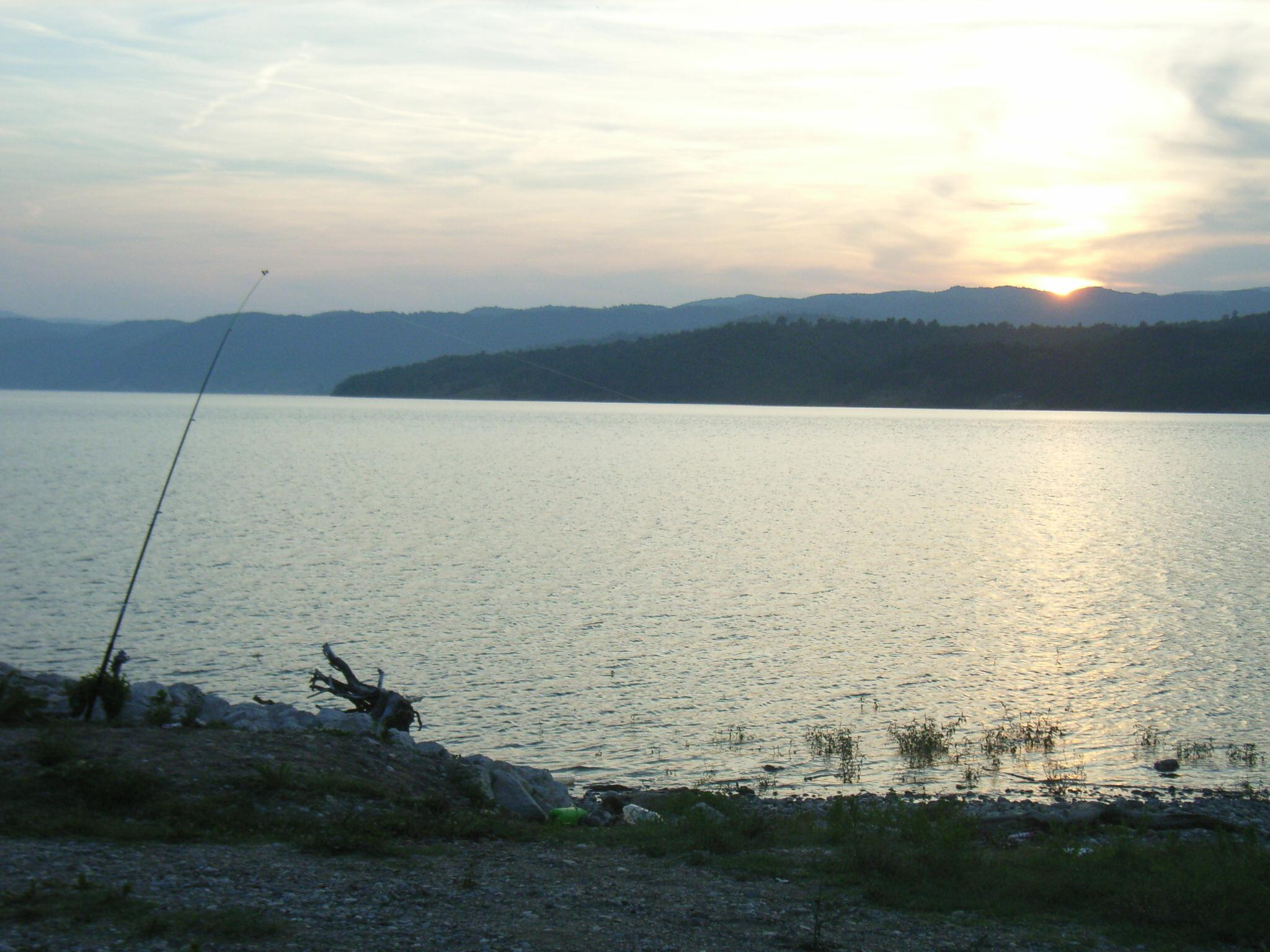
Blick über die Donau am Ufer von Tekija

Tekija (serbisch-kyrillisch Текија) ist eine Kleinstadt in der Opština Kladovo im ostserbischen Okrug Bor.

## Geographie
Tekija liegt am rechten Ufer der Donau, in der Nähe von Donji Milanovac. Weiter flussabwärts befinden sich die zwei engsten Schluchten der Donau. Die erste Flussenge Veliki Kazan ist 150 m breit und 90 m tief, die zweite Mali Kazan ist 300 m breit. 
Die Kleinstadt befindet sich an den rechten Hängen des Miroč und an den linken Hängen der Karpaten. In ihrer Nähe befand sich die Insel Ada Kaleh.

## Geschichte
In der Nähe von Tekija findet man die Überreste der ehemaligen römischen Straße, die in Felsen geschlagen wurde. Die Kaiser Tiberius und Trajan ließen diese Straße erbauen. In Tekija starb 1788 der serbische Militärführer Koča Anđelković. Heute erinnert ein Denkmal drei Kilometer von Tekija flussabwärts an ihn. Während des Baus des Staudammes im Jahr 1964 wurde Tekija überflutet. Als 1972 der Stausee geschaffen wurde, musste die Ortschaft versetzt werden, da das alte Stadtgebiet innerhalb des Stausees lag.

## Einwohner
Nach zahlreichen Schwankungen im Laufe der Zeit nahm die Bevölkerungszahl nach den Jugoslawienkriegen stark ab, insbesondere da zahlreiche Bewohner als Arbeitsmigranten ins Ausland gingen. Die Volkszählung 2002 (Eigennennung) ergab, dass 967 Personen in der Kleinstadt leben. Davon waren:
|                   | Anzahl | Prozent |
| Gesamt            | 967    | 100     |
| Serben            | 976    | 100,93  |
| Montenegriner     | 4      | 0,41    |
| Kroaten           | 4      | 0,41    |
| Slowenen          | 2      | 0,20    |
| Rumänen           | 5      | 0,50    |
| Mazedonier        | 2      | 0,20    |
| Slowaken          | 1      | 0,10    |
| Slawische Muslime | 1      | 0,10    |
| Unbekannt         | 4      | 0,41    |

Weitere Volkszählungen:
| 1948 | 1953 | 1961 | 1971 | 1981 | 1991 |
| ---- | ---- | ---- | ---- | ---- | ---- |
| 1385 | 1477 | 1635 | 1342 | 1231 | 1129 |

## Tourismus
Im Ort gibt es eine touristisch ausgebaute Infrastruktur mit einem kleinen Campingplatz am Donauufer. Jährlich im August wird hier der Wels-Angelwettbewerb Zlatna Bučka Ðerdapa durchgeführt.